# Wukesong-Baseballstadion

Logo

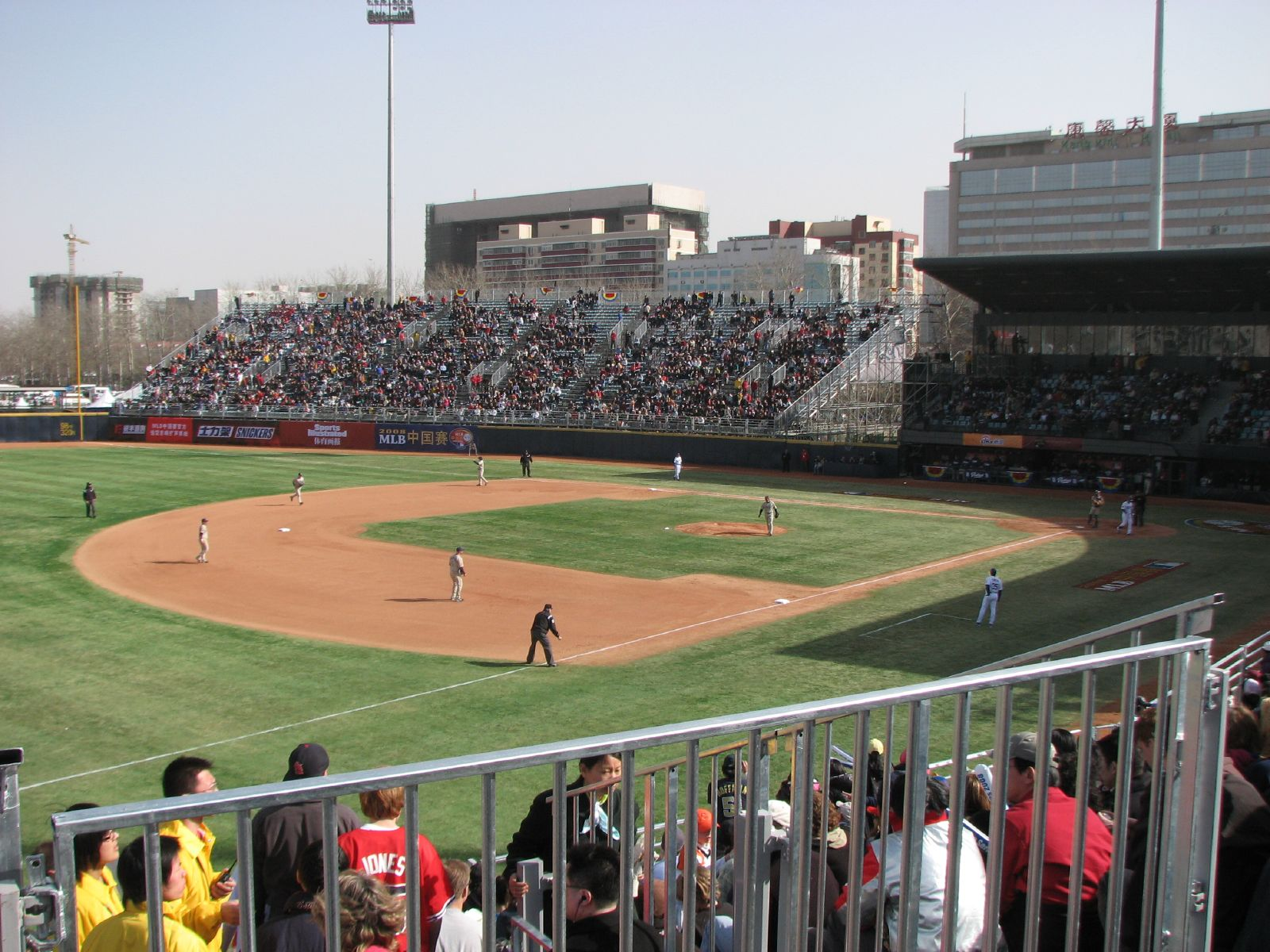
Das Wukesong-Baseball-Feld bei einem Spiel der MLB China Series

Das Wukesong-Baseballstadion (chinesisch 五棵松体育馆), (Xintai Mansion, No 9 Beisihuan Beilu, Haidian District, Beijing, 100089) war Bestandteil des Peking Wukesong Kultur & Sportzentrums. Es wurde für die Olympischen Sommerspiele 2008 in Peking erbaut und danach wieder abgerissen. Eigentümer war die Beijing Wukesong Culture and Sports Centre Limited Corporation.
Um Baseball in China zu mehr Popularität zu verhelfen, wurden im März 2008 zwei Spiele der Saisonvorbereitung der MLB, des sogenannten Springtrainings, zwischen den Los Angeles Dodgers und San Diego Padres dort ausgetragen, bekannt als die MLB China Series; es waren die ersten Auftritte von MLB-Mannschaften in China.

## Lage
Der gesamte Komplex lag im Haidian-Distrikt westlich des Zentrums von Peking zwischen 4. Ring Mitte (4th Ring Rd. Middle) und der Xicui Road in der Nähe der Wukesong-Brücke. Das Wukesong-Baseball-Feld umfasste eine Fläche von 14.360 m². Direkt neben dem Baseballgelände befand sich das Wukesong-Hallenstadion. Der gesamte Komplex erstreckte sich auf einem Areal von 63.000 m².

## Bau
Wie schon bei den Olympischen Spielen 2000 in Sydney und 2004 in Athen wurde für die Baseballwettbewerbe extra eine Spielstätte errichtet. Die Grundsteinlegung erfolgte am 22. Dezember 2005, die Bauarbeiten wurden im Herbst 2007 abgeschlossen. Die Planung und Bauleitung lag in der Hand derselben Spezialisten wie 2000 und 2004. Nicht nur die Architektur orientiert sich an der MLB, auch bei der Ausstattung griffen die Verantwortlichen auf in der MLB bewährte Ausrüstung zurück. So wurde unter anderem auch dasselbe Gras wie in den Stadien der MLB verlegt und auch der spezielle Aschenbelag im Infield hat sich in der MLB bewährt. Im Hinblick auf den umweltpolitischen Anspruch der Olympischen Spiele wurden zur Energieversorgung Geothermie und solartechnische Anlagen sowie eine Regenwasser-Recycling Anlage eingebaut.

## Spielfelder
Das Wukesong-Baseball-Feld bestand aus zwei Spielfeldern, dem Baseball Main Field und dem Baseball Field 2 sowie einem Trainingsplatz. Beide Plätze befanden sich nebeneinander westlich des Wukesong-Hallenstadions. Das Feld 2 befand sich direkt neben der Halle, das Hauptfeld südlich von Feld 2. Die Spielflächen waren gleich ausgerichtet, bei beiden lag das Centerfield in Richtung Nordosten von der Homeplate, die Third-Base-Line verlief nach Norden, die First-Base-Line nach Osten. Das Hauptfeld bot 12.000 Zuschauern Platz, Feld 2 verfügte über 3000 Sitzplätze.

## Abriss
Das Stadion wurde nach den Olympischen Sommerspielen 2008 abgerissen. Das Gelände liegt heute brach.